# Vol Aeroflot 558
Le 31 août 1972, à 10 h 19 heure locale,, l'Iliouchine Il-18V opérant le vol Aeroflot 558 (russe : Рейс 558 Аэрофлота Reys 558 Aeroflota), reliant Karaganda au Kazakhstan à Moscou en Russie, s'écrase dans un champ du district d'Abzelilovsky (en) en Bachkirie en Russie à la suite d'un incendie provoqué par l'explosion d'un bagage d'un passager entraînant la mort des 102 personnes à bord.

## Appareil impliqué
L'appareil impliqué dans la catastrophe était un Iliouchine Il-18V propulsé par quatre turbopropulseurs Ivtchenko AI-20K immatriculé CCCP-74298 auprès de la division du Kazakhstan d'Aeroflot. Son assemblage final a été achevé et il a été livré à Air Mali en 1962. En 1971, l'avion a été transféré à Aeroflot. Au moment de l'accident, l'Iliouchine totalisait 10 798 heures de vol et 4 249 cycles de pressurisation,.

## Équipage
Neuf membres d'équipage étaient aux commandes de l'appareil. Il était composé de : 
- Capitaine Vladimir Ishutine ;
- Copilote Viatcheslav Tichotsky ;
- Navigateur Alexandre Dubolazov ;
- Ingénieur de vol Eugène Prokopov ;
- Opérateur radio Nikolaï Laptiaev.

Le vol était surveillé par Anatoly Kuzovlev du ministère des Affaires internes.

## Déroulement de l'accident
Le vol 558 a décollé de l'aéroport de Sary-Arka à 9 h 57 heure locale et a commencé à monter jusqu'à une altitude de 7 200 m (23 622 pi). L'équipage a estimé qu'il survolerait Magnitogorsk à 10 h 11. Cependant, à 10 h 8 min 20 s, à 45 kilomètres de Magnitogorsk, l'équipage a signalé la présence de fumée dans la cabine. Le vol a été autorisé à descendre à une altitude de 4 800 m (15 748 pi), puis a été transféré au contrôle aérien de Magnitogorsk. L'équipage de conduite a informé Magnitogorsk de la présence d'un incendie dans la deuxième soute et a demandé des instructions pour un atterrissage d'urgence. Le vol a reçu l'autorisation de redescendre à 10 h 12 min 32 s, à environ 20-30 kilomètres de l'aéroport international de Magnitogorsk et à une altitude de 2 400 à 2 700 m (8 858 pi). Les pilotes ont entamé un virage pour passer d'un relèvement de 295° à un relèvement initial de 185° dans la première d'une série de manœuvres. Après le premier virage, alors que le vol avait atteint un relèvement de 90° et une altitude de 600 m (1 969 pi), le contrôleur leur a demandé de commencer à tourner à 135°, et le vol a commencé à tourner. Lorsque le vol a reçu l'ordre de se diriger vers 185°, l'équipage a confirmé avoir entendu les instructions mais n'a pas exécuté la manœuvre.
À 10 h 15 min 32 s, le contrôleur a informé l'équipage que le vol déviait de sa trajectoire et s'éloignait de l'aéroport ; l'équipage a seulement répondu en disant  « la fumée dans le cockpit est très mauvaise ». À 10 h 15 min 50 s, l'appareil se trouvait à une proximité dangereuse du sol ; les pilotes ont réagi en tirant sur les commandes, en mettant les moteurs en mode décollage et en rentrant le train d'atterrissage simultanément, mais la surcharge soudaine de l'avion provoquée par les manœuvres et les passagers se déplaçant vers l'avant de l'avion pour éviter la fumée provoqua une réduction inattendue de la montée.
À 10 h 16 min 19 s, le vol n'a émis par radio que la phrase « au revoir », mais n'a pas répondu au contrôleur lui demandant de suivre une trajectoire d'atterrissage avant de s'écraser dans un champ à 23 kilomètres de l'aéroport, avant de pouvoir atterrir d'urgence à Magnitogorsk,.

## Enquête
Les enquêteurs ont découvert tous les corps sans vie des passagers et membres d'équipage après avoir été asphyxiés par la fumée avant que l'avion ne s'écrase ; seuls le capitaine, le copilote et le navigateur ont été tués par l'impact de l'accident car ils se trouvaient dans le cockpit.

## Cause
Quatre engins explosifs intacts ont été retrouvés dans l'épave de l'appareil. Les enquêteurs ont déterminé que l'incendie dans la soute de l'avion était dû à des explosifs provenant des bagages des passagers, qu'il était interdit de placer dans un moyen de transport aérien ; les matières explosives ont ensuite enflammé les bagages très inflammables des passagers. Il n'y a eu aucun cas d'incendie dans le deuxième compartiment à bagages de l'appareil causé par une panne mécanique[style à revoir], mais il y a eu quatre autre cas entre 1970 et 1972 où les bagages des passagers ont brûlé spontanément. Le rapport final indiquait : « La cause de l'accident était le développement rapide de l'incendie qui s'était développé dans le deuxième coffre, ce qui a entraîné une perte totale ou partielle de la capacité de travail de l'équipage ; provoquant l'impossibilité de suivre le vol à vue et l'observation des instruments en raison de la fumée dans la cabine du pilote, entraînant l'impossibilité d'un vol réussi[source insuffisante]. »

## Conséquences
Après l'accident, la conception de l'Iliouchine Il-18 a été modifiée pour permettre aux personnes se trouvant dans la cabine d'entrer dans la deuxième soute à bagages si nécessaire. Aucun mémorial à l'accident n'a été construit.